# City of Ghosts (2002)
City of Ghosts ist ein US-amerikanisches Filmdrama von Matt Dillon aus dem Jahr 2002.

## Handlung
Jimmy Cremming verschlägt es nach Bangkok, nachdem ein gewaltiger Versicherungsbetrug aufgeflogen ist, an dem er beteiligt war, und er die Vereinigten Staaten verlassen musste. Er findet heraus, dass sein Partner und Mentor Marvin in Kambodscha untergetaucht ist, und macht sich auf die Suche nach ihm – schließlich schuldet dieser Jimmy noch seinen Anteil aus dem Versicherungsbetrug. In Kambodscha lernt er die schöne Sophie kennen, die ihm anbietet, zusammen mit ihr ein neues Leben in Laos zu beginnen. Doch noch will Jimmy seine Suche nach Marvin nicht aufgeben. Als er ihn ausfindig macht, steckt Marvin schon wieder in einem neuen Geschäft. Er plant mit dem einheimischen Sideth eine luxuriöse Hotelanlage mit einem Casino und hat vor, das ergaunerte Geld dort hineinzustecken. Unerwartet verlässt Marvin die Stadt und deponiert einen Koffer voller Geld in Jimmys Unterkunft, als dessen Anteil und warnt ihn, ihm nicht länger zu folgen, das wäre zu gefährlich. Jimmy hat schon eine Weile das Gefühl beobachtet zu werden und als er jemandem seine Jacke leiht, wird dieser an seiner Stelle eines nachts angegriffen und getötet. Jimmy beschuldigt Marvis Freund, Joseph Kaspar, etwas damit zu tun zu haben. Er fordert von ihm Rechenschaft und erfährt, dass auch Marvin Probleme hat und vermutlich entführt wurde, nachdem man seinen Fahrer und Leibwächter getötet hatte. Ehe Jimmy dazu Nachforschungen anstellen kann, wird ihm der Fuß von Marvin als unmissverständliche Warnung geschickt, versehen mit der Nachricht fünf Millionen Dollar zu zahlen. Bei der Polizei erfährt Jimmy, dass es hier nicht unüblich wäre reiche Ausländer zu entführen, um Geld zu erpressen. Auf einem Video, dass die Entführer mitgeschickt haben, ist zu sehen, dass Marvin noch lebt. Jimmy geht aus Sicherheitsgründen nicht in seine Unterkunft zurück, sondern zu Sophie. Er vertraut ihr an, dass Marvin sein Vater ist und er ihn deshalb nicht im Stich lassen könne. Er ist bereit das Lösegeld zu zahlen und deponiert es an einer vorgegebenen Stelle. Heimlich beobachtet er von wem das Geld abgeholt wird und erkennt Sideth als den vermeintlichen Auftraggeber. Als Jimmy entdeckt wird, droht Sideth ihn und Joseph, den er bereits in seine Gewalt gebracht hatte, zu töten. Er präsentiert ihnen eine verkohlte Leiche mit dem Hinweis, dass dies die Überreste Marvis wären und ihnen nun das gleiche Schicksal widerfahren würde. Nachdem Joseph panikartig die Flucht ergriffen hat, erscheint Marvin unversehrt und erklärt Jimmy, es sei nicht anders gegangen, weil Joseph sich mit den Russen eingelassen hätte, die nun Ruhe geben werden, wenn Joseph ihnen glaubhaft von seinem Tod berichten wird. Jimmy ist von seinem Vater schwer enttäuscht, denn er hat für seinen Plan mehrere unschuldige Menschen geopfert. Für Marvin gibt es dennoch kein gutes Ende, denn nach einer Meinungsverschiedenheit mit  Sideth wird er schwer verletzt und stirbt, wobei auch Sideth und seine Leute getötet wurden. Ebenso wird Joseph wenig später von den Russen kaltblütig erschossen.
Jimmy, der sich bei allem Durcheinander nie von dem Geld getrennt hat, schenkt es einem Einheimischen, der es als Opfergabe im Tempel ablegt. Er selbst geht nach Laos zu Sophie.

## Kritiken
Lou Lumenick lobte in der New York Post die Atmosphäre, aber kritisierte die Unglaubwürdigkeit der Handlung und die fehlende Entwicklung der Charaktere.
Michael Wilmington schrieb in der Chicago Tribune, der Film sei ein „moderner Film noir“. Er biete nicht viele Überraschungen, die Geschichte sei „typisch“, aber das Drehbuch sei „klug geschrieben“; der Film sei außerdem „sehr gut besetzt“ (very well cast). Der Kritiker fand das Ende „ein wenig zu optimistisch“.
Das Lexikon des internationalen Films schrieb, der Film sei „vorzüglich gespielt“ und besitze „alle Zutaten, die einen Film noir ausmachen“. Die Action halte sich „in Grenzen“; der Film beschwöre „eine nahezu unwirkliche Atmosphäre, in der die kambodschanische Hauptstadt eine wesentliche Rolle“ spiele.

## Hintergrund

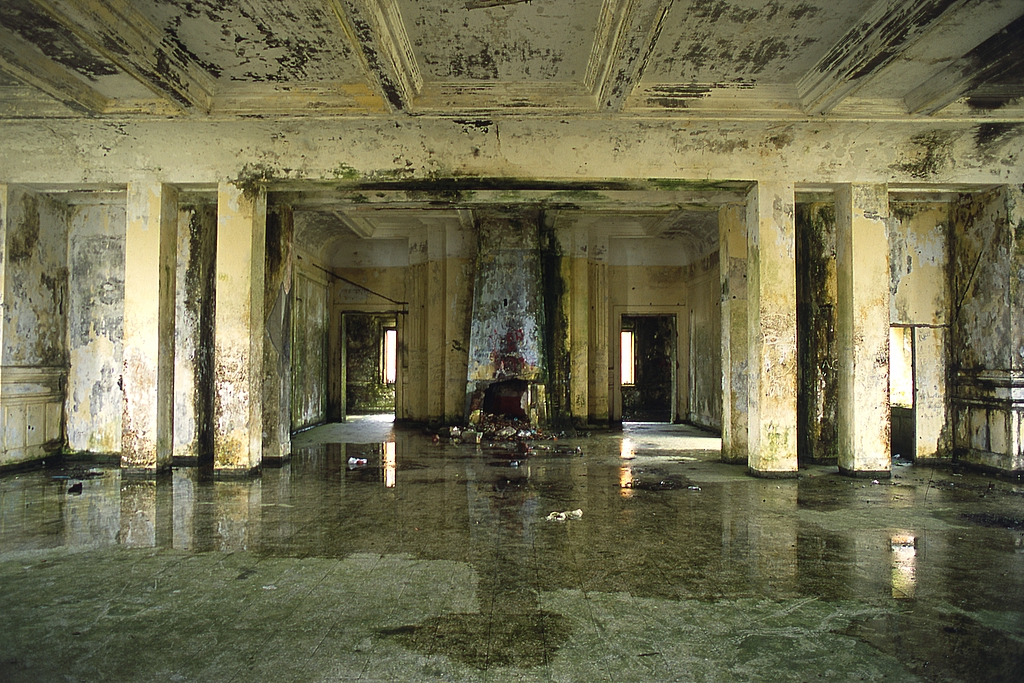
Die Dreharbeiten fanden unter anderem im Bokor Hill Station statt

Der Film wurde unter anderen in New York City, Montreal, Bangkok und Kambodscha gedreht. Der Final Showdown wurde auf Bokor Hill Station umgesetzt. Seine Produktionskosten betrugen schätzungsweise 17,5 Millionen US-Dollar. Er hatte seine Weltpremiere am 10. September 2002 auf dem Toronto International Film Festival. Im Januar 2003 wurde er auf dem Sundance Film Festival vorgeführt. Der Film spielte in den US-Kinos ca. 325.000 Dollar ein.